# Jorge Mendoza
Jorge Mendoza (n. Quilmes, Provincia de Buenos Aires, Argentina 15 de mayo de 1989) es un futbolista paraguayo de origen argentino. Juega de centrocampista y su club actual es el Club General Caballero (JLM) de la Primera División de Paraguay.

## Trayectoria
Jorge Mendoza, nacido en Argentina, de padre paraguayo, obtuvo la nacionalidad paraguaya y optó quedarse a vivir en Paraguay cuando llegó al país los 15 años dedicándose a jugar al fútbol en el Club Atlético Peñarol de J. Augusto Saldívar. Ha disputado un partido amistoso con la Selección Paraguaya frente a la Selección de Guatamala, aunque no convirtió goles.

### Guaraní (Debut en Primera)
A los 17 años, Félix Darío León, lo llevó a la Sub-17 de Guaraní, donde siguió formándose como jugador, debutando a la edad de 19 años en 2009 en la Primera del Aborigen, en el Torneo Apertura 2009 (Paraguay). En el Apertura del 2010 se consagró campeón con Guaraní. Desde entonces se ha convertido en pieza clave del equipo, donde fue trascendental en el equipo que llegó a semifinales de la Copa Libertadores 2015.

### Club Olimpia
Tras más de 7 años en Guaraní, extiende su vínculo hasta finales del 2017 y va a préstamo al Club Olimpia por una temporada.

### Ponte Preta
Tras finalizar su préstamo con el Club Olimpia el 30 de junio, el club decido no hacer uso de opción de compra por el jugador, por lo que Club Guarani acepta la oferta del Ponte Preta de Brasil, para que el jugador compita en la Serie A un año y medio con la posibilidad de extender un año más y la mitad del pase del jugador, según informó su representante.

## Selección nacional
Ha sido internacional con la selección de fútbol de Paraguay. Disputando 5 partidos, todos amistosos. Entre el 2011 y el 2012.

## Clubes
| Club                         | País     | Año           |
| ---------------------------- | -------- | ------------- |
| Club Guaraní                 | Paraguay | 2009-2019     |
| Olimpia (Préstamo)           | Paraguay | 2016-2017     |
| Ponte Preta                  | Brasil   | 2017-2018     |
| Sol de América               | Paraguay | 2019-2020     |
| Guaireña Fútbol Club         | Paraguay | 2020-2022     |
| Club Guaraní                 | Paraguay | 2022          |
| Sportivo Luqueño             | Paraguay | 2023-2024     |
| Club General Caballero (JLM) | Paraguay | 2025-presente |

### Goles en la Copa Libertadores
| Resultados | Resultados | Resultados | Resultados        | Lugar    | Estadio                      | Fecha               | Temporada | Gol(es) |
| ---------- | ---------- | ---------- | ----------------- | -------- | ---------------------------- | ------------------- | --------- | ------- |
| Guaraní    | 5          | 2          | Deportivo Táchira | Asunción | Estadio Defensores del Chaco | 10 de marzo de 2015 | 2015      | 1 gol   |

## Palmarés

### Títulos nacionales
| Título        | Club    | País     | Año  |
| ------------- | ------- | -------- | ---- |
| Copa Paraguay | Guaraní | Paraguay | 2018 |